# 古妮拉·阿伦
古妮拉·阿伦（瑞典語：Gunilla Ahren，？—），瑞典女子高山滑雪运动员。她曾代表瑞典参加1984年和1988年冬季残疾人奥林匹克运动会高山滑雪比赛，获得三枚金牌、一枚银牌和一枚铜牌。